# Villa General Mitre

Lage von Villa Mitre in Buenos Aires

Villa General Mitre ist ein zentrumsnaher Stadtteil der argentinischen Hauptstadt Buenos Aires. Auf einer Fläche von zirka 2,2 km² leben gut 65.000 Einwohner (Stand 2010). Der Stadtteil wird begrenzt durch die Straßen (im Uhrzeigersinn beginnend im Norden): Avenida San Martín, Avenida Juan Bautista Justo, Avenida Teniente General Donato Álvarez, Avenida Gaona, Condarco und Avenida Álvarez Jonte. Zusammen mit den Stadtteilen Villa del Parque, Villa Devoto und Villa Santa Rita bildet Villa General Mitre den Stadtbezirk (Comuna) 11.
1908 wurde der Stadtteil nach Bartolomé Mitre, dem sechsten Präsidenten Argentiniens (1862–1868) benannt. Überwiegend ein ruhiges Wohnviertel befindet sich in ihm das Estadio Diego Armando Maradona, Heimspielstätte der aus dem benachbarten Stadtteil La Paternal kommenden (Asociación Atlética) Argentinos Juniors.

## Einrichtungen und Sehenswürdigkeiten
- Club Ciencia y Labor (Cesar Diaz-Straße und Artigas-Straße)
- Liga de Fomento Villa Gral. Mitre (Gavilán-Straße und Av. J. B. Justo)
- Plaza Saenz Peña (Av. J. B. Justo und Boyacá-Straße)
- Plaza Nuestra Señora de la Asunción (Av. Gaona und Gavilán-Straße)
- Colegio Claret (Av. Donato Álvarez und Av. San Martin)
- Monument für Norberto „Pappo“ Napolitano (Andrés Lamas-Straße und Av. J. B. Justo)
- Schule Nr. 4 D. E. 12 Provincia de La Pampa (Caracas-Straße und Av. Gaona)